# Café Gondrée
El Café Gondrée és un petit cafè de la comunitat francesa de Bénouville. El cafè es troba a la riba oest del canal de Caen, a l'extrem nord-oest del pont de Bénouville, actualment conegut com el pont Pegasus. L'edifici va ser el lloc del primer combat durant la invasió del dia D, i és més conegut pel seu paper commemoratiu d'aquests esdeveniments.

## Història

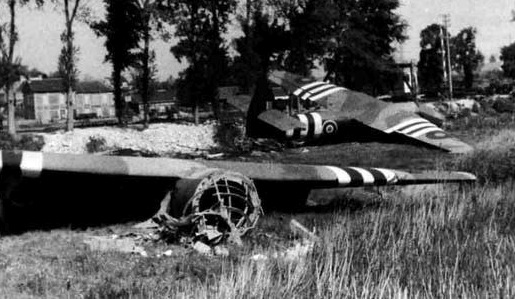
Els planadors Horsa d'Howard van aterrar a cent metres del pont. Al fons es veu el Café Gondrée

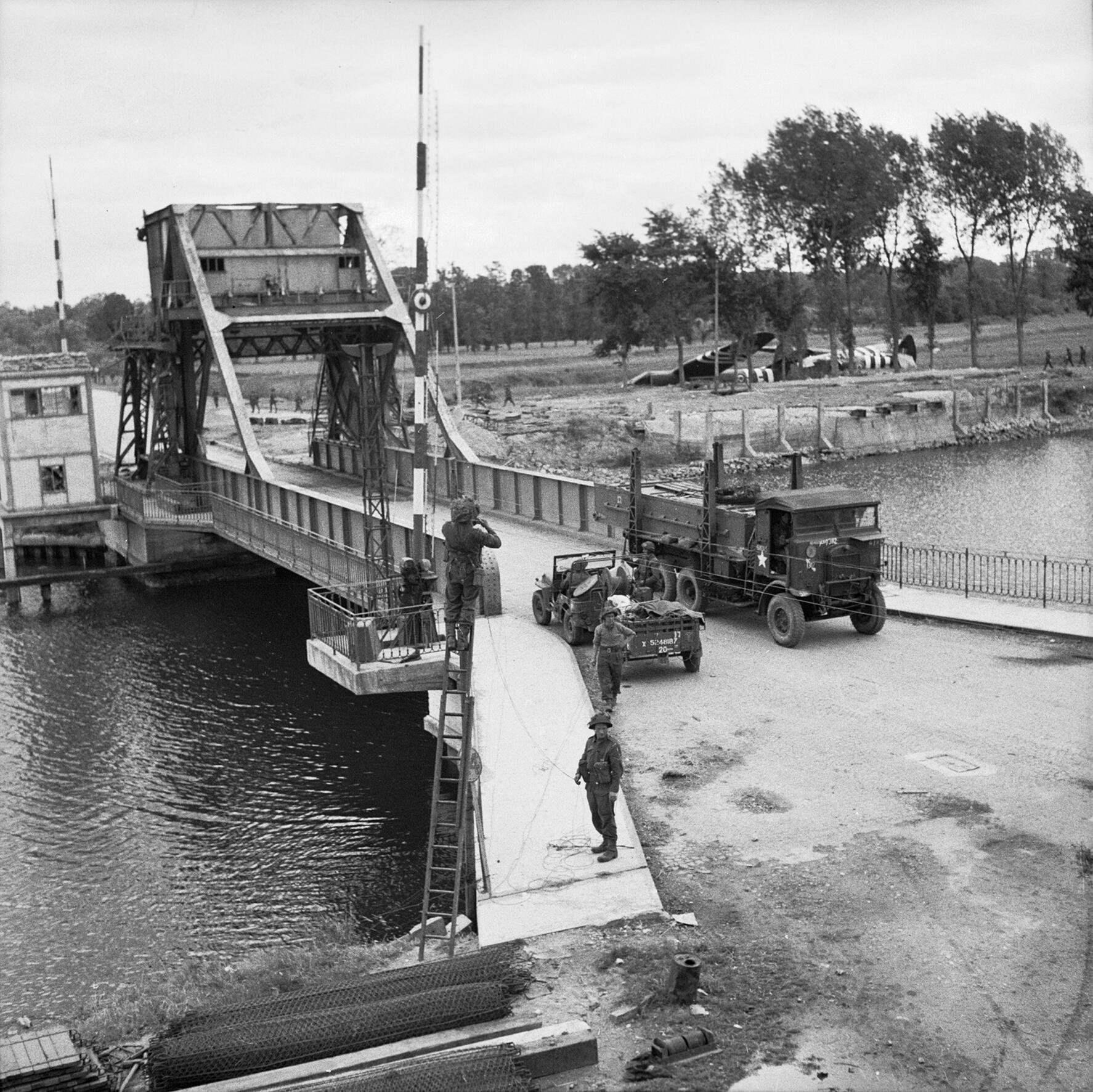
El pont de Bénouville, 9 de juny de 1944. Al fons es poden veure els planadors d'en Howard

L'edifici de dos pisos de maó vermell es va construir a finals del segle xix. El proper pont de Bénouville era un objectiu clau de la 6a Divisió Aerotransportada britànica. Una unitat d'infanteria de planadors del 2n Batalló de la divisió havia d'aterrar, capturar el pont intacte i mantenir-lo fins a ser rellevada. La unitat estava dirigida pel major John Howard. Howard i els seus homes van pujar a tres planadors. Alliberats a 8.000 peus a la foscor negra d'una nit plena de tempesta, els tres planadors van aconseguir fer un aterratge brusc en un camp gairebé directament a sobre del seu objectiu. Deixant els planadors trencats, els homes van participar en un curt i ferotge combat que va acabar amb els paracaigudistes britànics al control del pont. Tres paracaigudistes britànics van entrar al cafè a les 6:20 del matí del 6 de juny de 1944, alliberant-lo així.
En el moment d'aquests esdeveniments, el cafè era dirigit per Georges i Thérèse Gondrée. Havien estat implicats en la Resistència francesa, i havien transmès informació sobre les defenses al voltant del pont a la intel·ligència britànica a través de la clandestinitat francesa. La presa reeixida del pont va tenir un paper important en limitar l'eficàcia d'un contraatac alemany en els dies i setmanes posteriors a la invasió de Normandia. Amb el traspàs dels Gondrée, la propietat va passar a ser la seva filla, Arlette Gondrée, que en el moment del seu alliberament era una nena de 5 anys. Una dona decidida i ardent, se l'anomena simplement "Madame".

## Després de la guerra

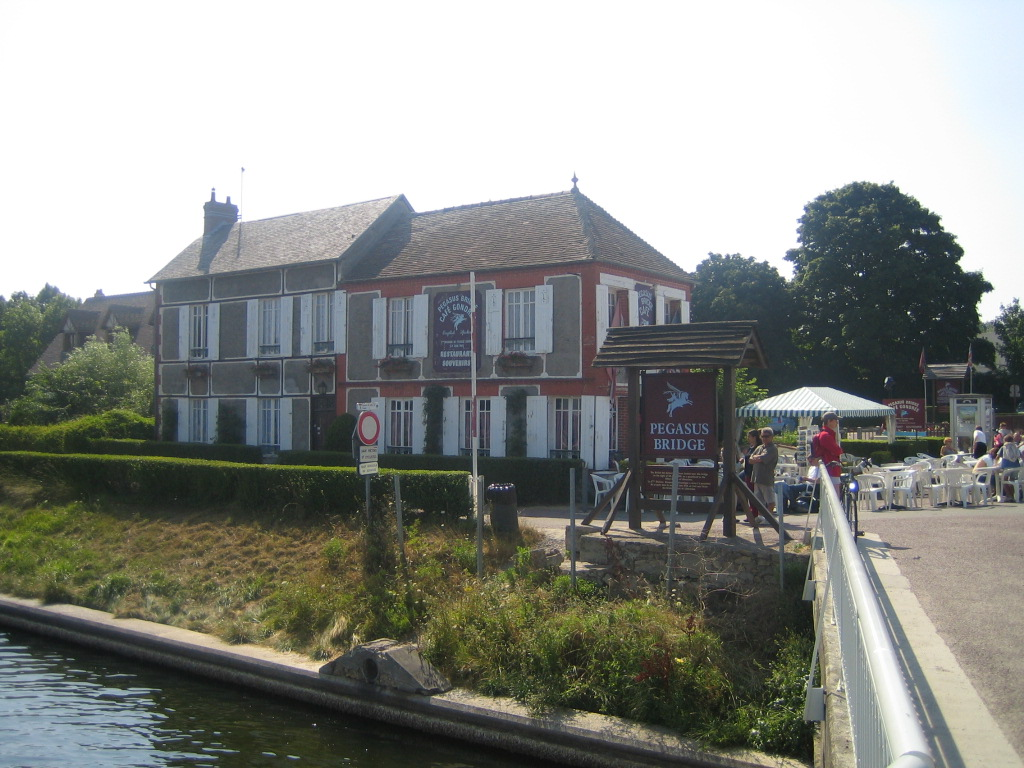
El Café Gondrée quan s'acosta des del pont

L'estructura és sens dubte la primera casa francesa alliberada. Després de la guerra, el cafè es va convertir en un lloc d'honor per als homes que venien i van lluitar a la campanya de Normandia. Els paracaigudistes britànics també celebren l'aniversari del dia D al cafè cada 5 de juny. Cada 5 de juny, a les 23:16, ofereix xampany als veterans presents. Les parets del cafè estan decorades amb insígnies de d'espatlles, insígnies del regiment, uniformes antics, cascos i fotos dels líders de l'operació.
El cafè també era una destinació per als ponents a les conferències militars que els col·legis de guerra feien a Normandia els estius cada any. Els col·legis de guerra van demanar als oficials implicats en les batalles de Normandia que tornessin a Normandia i que parlessin de les seves experiències lluitant allà, i incloïen homes com el general de comandament "Pip" Roberts, el brigadier David Stileman, el major John Howard i el coronel Hans von Luck, un oficial de la 21a Divisió Panzer. Com que els propietaris encara eren severament antialemanys, Howard va cobrir Luck fent-lo passar per suec.
El Café Gondrée encara serveix de cafè, tot i que ara es coneix com el Pegasus Bridge Café. El 5 de juny de 1987 va ser catalogat com a Monument Històric.